# Les Petites Filles modèles

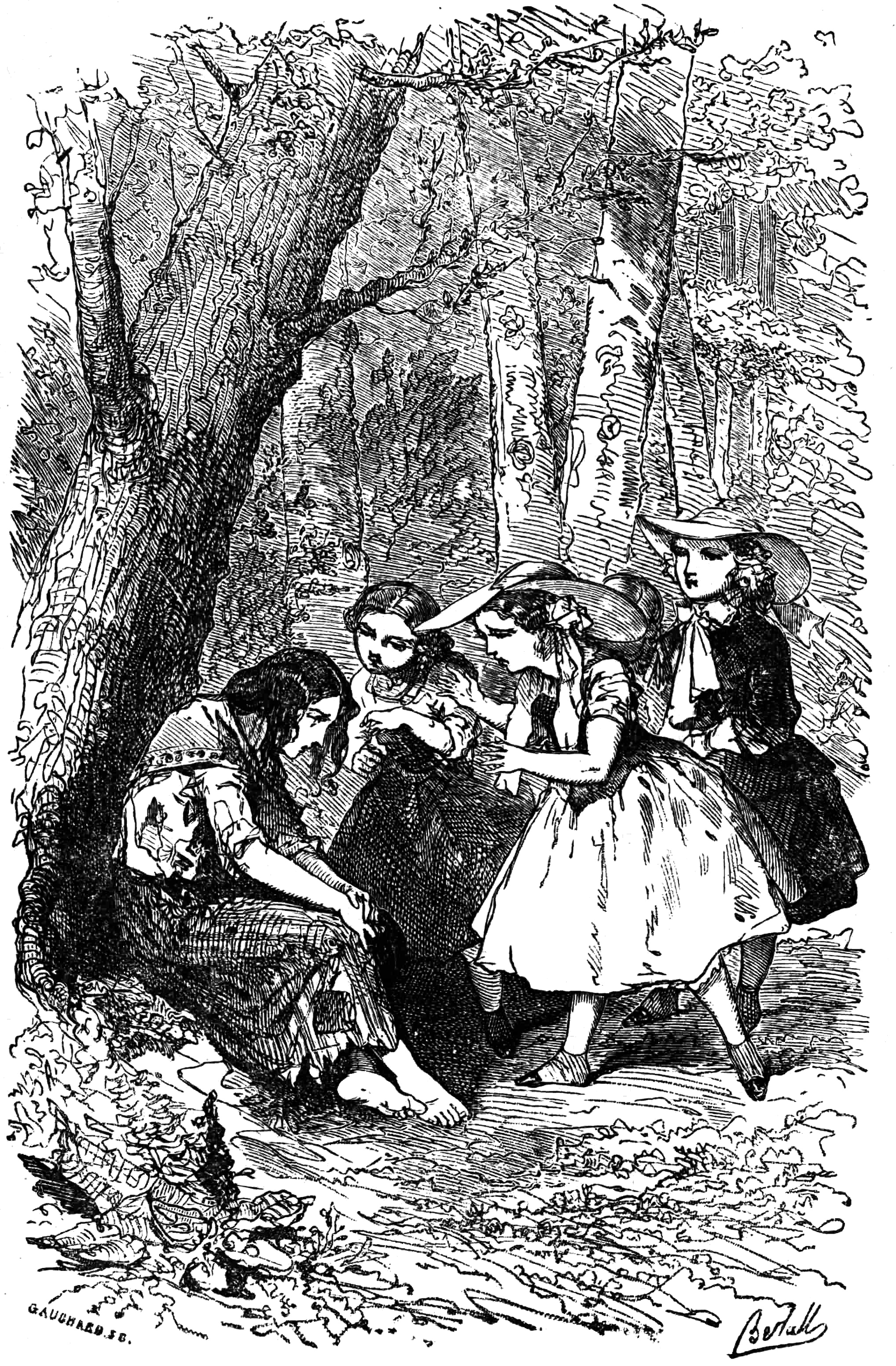
Chapitre XX : La pauvre femme. « Pauvre petite, dit Madeleine, comme elle pleure ! »

Pour les articles homonymes, voir Les Petites Filles modèles (homonymie).
 (novembre 2022).
Si vous disposez d'ouvrages ou d'articles de référence ou si vous connaissez des sites web de qualité traitant du thème abordé ici, merci de compléter l'article en donnant les références utiles à sa vérifiabilité et en les liant à la section « Notes et références ».
Les Petites Filles modèles est un roman pour enfants de la comtesse de Ségur publié en mai 1858 dans la Bibliothèque des chemins de fer. Il est le second volet de la trilogie centrée sur Sophie de Réan, faisant suite aux Malheurs de Sophie (février 1858) et précédant Les Vacances (novembre 1859).

## Citation
En préface, la comtesse de Ségur écrit :

« Mes Petites Filles modèles ne sont pas une création ; elles existent bien réellement : ce sont des portraits ; la preuve en est dans leurs imperfections mêmes. Elles ont des défauts, des ombres légères qui font ressortir le charme du portrait et attestent l'existence du modèle. Camille et Madeleine sont une réalité dont peut s'assurer toute personne qui connaît l'auteur. »

Les petites-filles de la comtesse de Ségur s'appelaient Camille et Madeleine de Malaret. Leurs tombes se trouvent dans le petit cimetière de Saint-Sernin-des-Rais, à Verfeil.

## Résumé
Les Petites Filles modèles relate l'histoire d'une famille noble du XIXe siècle. Madame de Fleurville est veuve de guerre depuis six ans et élève ses deux filles prénommées Camille et Madeleine. Un jour, aux abords du mur entourant le château, un carrosse se renverse avec deux personnes à son bord. Il s'agit de Madame de Rosbourg et de sa jeune enfant, Marguerite. Elles n'ont plus de nouvelles du père de famille qui est un capitaine de frégate disparu en mer depuis peu dans l'Atlantique.
Ces nouveaux personnages présentés, le roman est également la suite des aventures de Sophie, héroïne des Malheurs de Sophie, qui apparaît après la présentation de Camille et de Madeleine de Fleurville.
La narratrice s'intéresse surtout aux enfants, de façon très analytique. À travers différentes aventures, les fillettes apprennent à distinguer le bien du mal, surtout Marguerite de Rosbourg qui est la plus jeune du groupe. Bien qu'étant pleine de bonnes intentions, elle a encore beaucoup de chemin à faire pour égaler Camille et Madeleine, présentées comme des modèles de droiture et de dignité.
Dans le septième chapitre apparaît un nouveau personnage aux allures d'ogresse : Fédora Fichini. Elle est devenue la belle-mère de Sophie par mariage, puis sa seule parente en vie par veuvage. Elle se montre d'une cruauté exécrable envers Sophie, ne cessant de la fouetter, de la priver de nourriture et de la meurtrir.
Sophie est seule au monde. Ses malheurs commencent avec une tempête qui a fait chavirer le navire transportant sa famille. Elle perdit ce jour-là sa mère, son oncle et sa tante, engloutis par une vague scélérate alors qu'ils étaient dans le seul canot de sauvetage du navire. Son cousin disparu de son champ de vision comme d'autres matelots alors que l'épave coulait, ils sont donc présumés morts eux aussi. Sophie ne doit la vie qu'à son père qui a pu nager avec elle jusqu'à un grand baquet qui flottait. Ensuite, un navire les recueillit et leur permit d'arriver en Amérique. Malheureusement, malade et affaibli, son père mourut en Louisiane après s'être remarié, comprenant bien trop tard la cruauté de sa nouvelle femme. Celle-ci, de retour en France avec sa belle-fille, prend possession du château de Réan, situé à côté de celui de Fleurville. Elle profite de la présence de ces dames pour parader dans ses vêtements pompeux et franchement ridicules, remplis de fanfreluches et de rubans.
Sophie est altérée par les meurtrissures que sa belle-mère lui inflige. Puisqu'elle est martyrisée, son caractère s'en ressent. Elle est querelleuse, coléreuse et malhonnête. Elle ne fait en vérité que suivre la voie de sa belle-mère qui n'éprouve pour elle aucune considération estimable.

Elle n'est pas foncièrement méchante ou cruelle comme Mme Fichini, mais Camille et Madeleine doivent faire preuve de patience et de compréhension pour que l'atmosphère reste bonne. Marguerite est moins mûre, moins compréhensive concernant les causes de son comportement (et surtout ne l'a jamais connue autrement). Elle a nettement plus de mal à aimer Sophie. Les trois fillettes comprennent plus tard que la gourmandise de Sophie et sa malhonnêteté sont en grande partie causées par sa terreur absolue de Madame Fichini, pour qui « le fouet est le meilleur des maîtres » et « le seul moyen d'élever des enfants » (chapitre Les hérissons). En effet, pour parvenir à se nourrir, Sophie en est réduite à tricher, mentir et dissimuler à cause de sa marâtre qui la prive très souvent de repas.

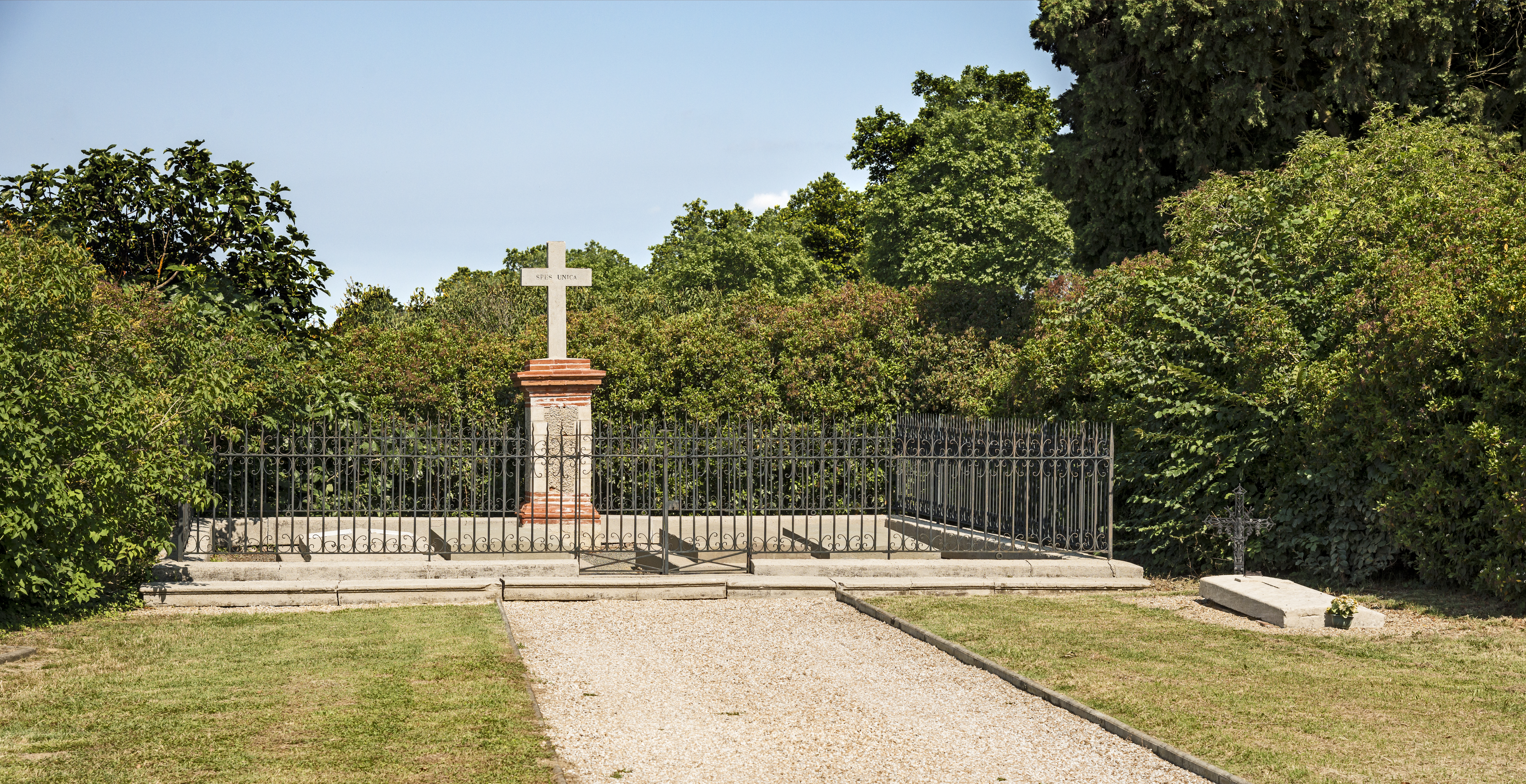
Tombe des Petites Filles modèles à Verfeil

Pour ce qui est de Mme de Fleurville et de Mme de Rosbourg, elles détestent profondément Mme Fichini, mais font comme si de rien n'était afin que Sophie puisse continuer de venir jouer avec Camille, Madeleine et Marguerite et ainsi s'extraire quelques heures de son monde étouffant.
Lorsque Mesdames de Fleurville et de Rosbourg réussissent à convaincre Madame Fichini de leur laisser Sophie, celle-ci fait de gros progrès, mais elle devra encore s'efforcer de perdre des défauts profondément ancrés. « Chère Camille, je vois que je resterai toujours méchante ; jamais je ne serai bonne comme vous », dit-elle dans le chapitre Un événement tragique.

## Adaptations
- Adaptations cinématographiques :
  - 1952 : Les Petites filles modèles film français (inachevé) d'Éric Rohmer avec Josette Sinclair (Madame de Fleurville), Josée Doucet (Madame de Rosbourg) et Olga Baïdar-Poliakoff (Madame Fichini)
  - Les Malheurs de Sophie, 2016, réalisé par Christophe Honoré
- Adaptation télévisuelle :
  - 1997 : Les Malheurs de Sophie, série animée qui adapte toute la trilogie de Fleurville
- Adaptation en roman : 2011 : Les nouvelles petites filles modèles, Tome 1 à 4, par Rosalind Elland-Goldsmith

## Éditions
- Les Petites Filles modèles, vingt gravures originales de Leonor Fini, toutes signées par l'artiste, deux cent soixante-quinze exemplaires numériotés, éditions Arts et valeurs, Paris, 1973.